# Prunella rubeculoides
El acentor petirrojo (Prunella rubeculoides) es una especie de ave paseriforme de la familia Prunellidae. Está ampliamente distribuido en Asia, encontrándose en Bután, China, India, Nepal, Pakistán y posiblemente en Afganistán.

## Subespecies
Se reconocen las siguientes subespecies:
- Prunella rubeculoides rubeculoides
- Prunella rubeculoides fusca